# Iwaszkawa (rejon orszański)
Iwaszkawa (biał. Івашкава; ros. Ивашково, Iwaszkowo) – wieś na Białorusi, w obwodzie witebskim, w rejonie orszańskim, w sielsowiecie Mieżawa.